# Karol Chmel
Karol Chmel (ur. 6 października 1953 w Zwoleniu) – słowacki poeta i tłumacz. 

## Życie
Studiował andragogikę na Uniwersytecie Jana Amosa Komeńskiego w Bratysławie. Pracował i pracuje jako redaktor w wydawnictwach i czasopismach (był między innymi redaktorem w wydawnictwie Smena i w piśmie „OS”, redagował i redaguje pismo „Fragment K”, zatrudniony jest w wydawnictwie Kalligram). 

## Twórczość poetycka
Wydał tomy wierszy Máš čo nemáš (1985, Masz, czego nie masz), Ovocnejší strom (1989, Bardziej owocne drzewo), Spray, modrá mentalita (1998, Spray, niebieska mentalność), O nástrojoch, náradí a iných veciach vypustených z ruky (2004, O narzędziach, przyrządach i innych rzeczach, co wypadły z ręki) oraz Chiaroscuro. Poznámky, opisy, palimpsesty (2009, Charoscuro. Zapiski, opisy, palimpsesty).
W Polsce jego wiersze drukowały kwartalnik „Akcent” oraz miesięcznik „Tygiel Kultury”. Największy ich blok znajduje się w opracowanej przez Leszka Engelkinga antologii trzech poetów słowackich Oko za ząb.

## Działalność translatorska
Obok twórczości poetyckiej uprawia przekład artystyczny z języka polskiego (m.in. Marcin Baran, Leszek Engelking, Darek Foks, Natasza Goerke, Witold Gombrowicz, Zbigniew Herbert, Tadeusz Konwicki, Jerzy Kronhold, Ryszard Krynicki, Ewa Lipska, Czesław Miłosz, Jacek Podsiadło, Tadeusz Różewicz, Jarosław Marek Rymkiewicz, Marcin Świetlicki, Olga Tokarczuk, Adam Zagajewski) oraz serbskiego, chorwackiego i słoweńskiego (np. Danilo Kiš, Borislav Pekić, Aleš Debeljak, Edvard Kocbek, Bora Ćosić).

## Nagrody i wyróżnienia
- 2003 – Nagroda im. Zbigniewa Dominiaka za przekłady poezji polskiej na języki słowiańskie
- 2011 – Nagroda literacka ZAiKS-u dla tłumaczy[1]
- 2011 – Krzyż Oficerski Orderu Zasługi Rzeczypospolitej Polskiej[2]